# Бразильская украшенная черепаха
Бразильская украшенная черепаха (лат. Trachemys dorbigni) — вид черепах семейства американские пресноводные черепахи. Обитает в пресных водоёмах южной Бразилии, северной Аргентины и Уругвая. Питается моллюсками, насекомыми и мелкими позвоночными. Названа в честь Шарля-Мари Д’Орбиньи, который привёз экземпляр этого вида из Южной Америки во Францию.

## Внешний вид

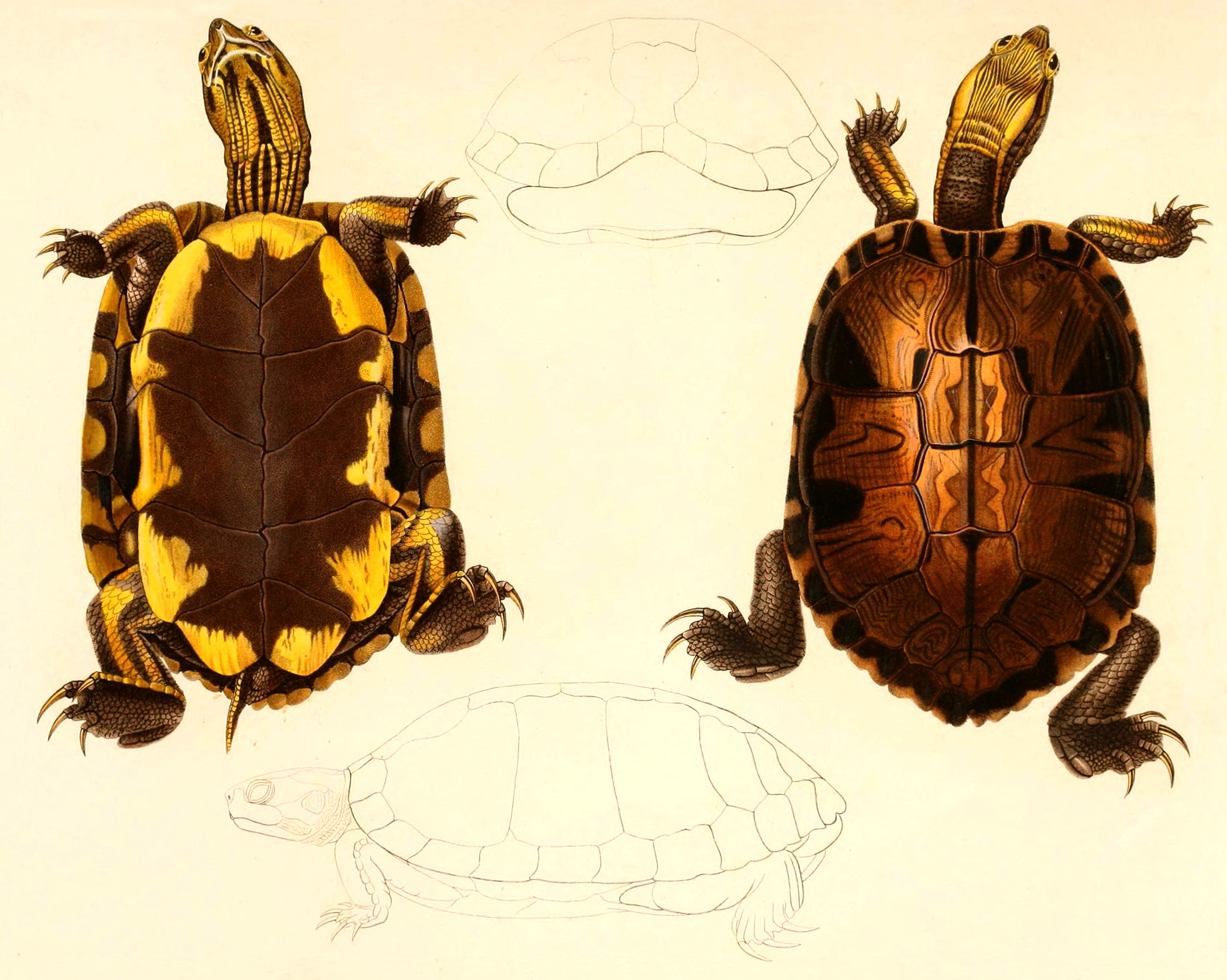
Рисунок бразильской украшенной черепахи

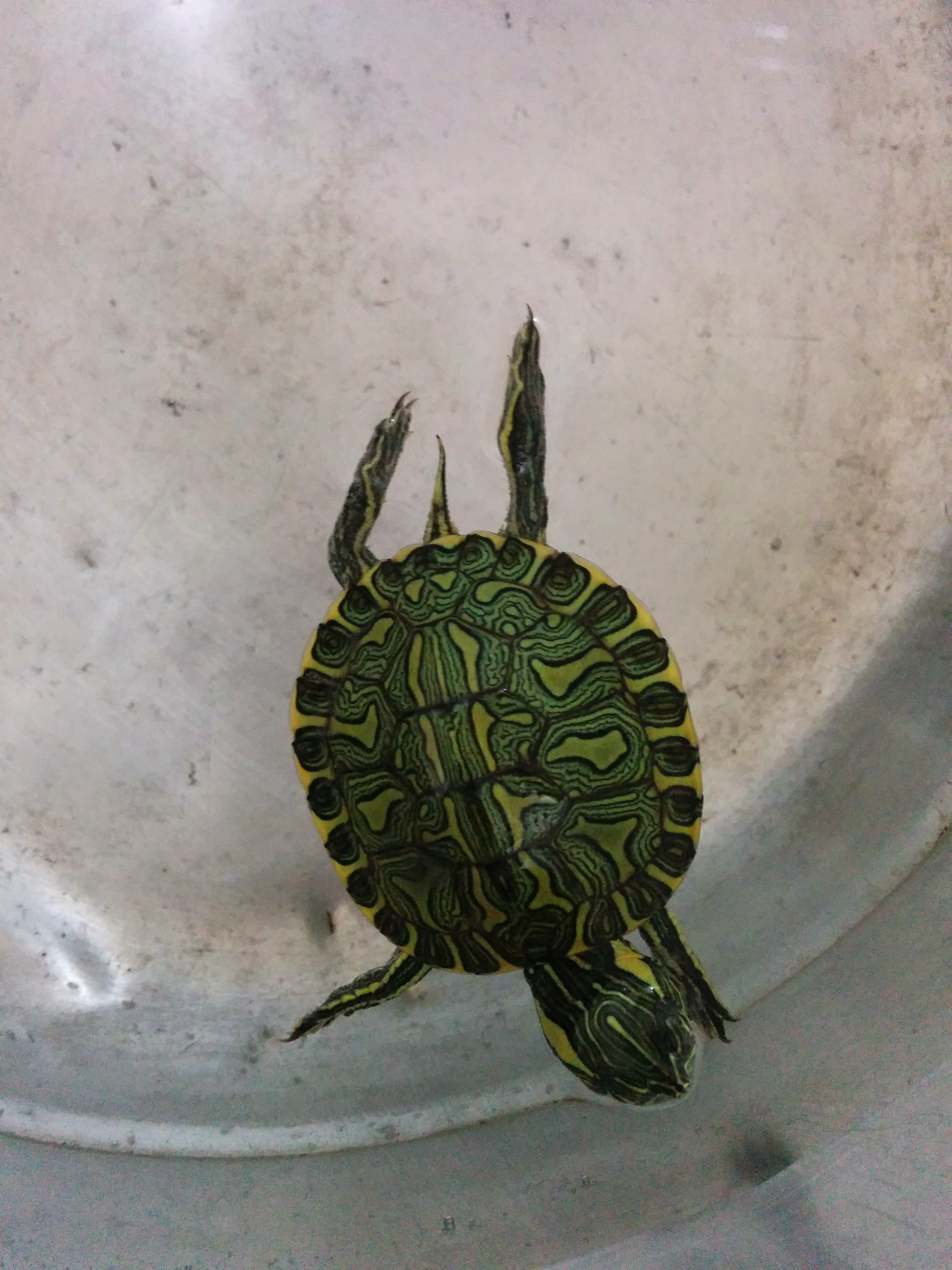
Молодая особь

Длина карапакса взрослых черепах составляет 25,2—27,5 см. Самки крупнее самцов. Карапакс овальной формы, несколько расширен в задней части. Поверхность выпуклая и гладкая. Состоит из 5 позвоночных, 4 рёберных и 11 краевых щитков. Пластрон у молодых особей немного расширен в передней части, но у взрослых прямой. Горловые щитки широкие. Морда косо усечена. Глаза направлены вперёд. Шея короткая. Конечности стройные и сильные, с перепонкой между пальцами. На передних конечностях когтей по 5, а на задних — по 4. Хвост покрыт мелкими зернистыми чешуйками. У самцов длиннее.
Молодые особи светло-оливковые с выраженными продолговатыми пятнами на карапаксе. По мере взросления черепахи темнеют, что более выражено у самцов. Карапакс взрослых самок тёмно-оливковый с более тёмными участками. На краевых щитках имеются оранжевые или красноватые пятна. Конечности, шея, голова и хвост серо-зелёные с продольными линиями от желтоватого до красноватого цвета. Самцы отличаются светло-коричневым панцирем с более тёмными и менее контрастными, чем у самок, пятнами. Пластрон у особей обоих полов с большим тёмным пятном в центре, разорванным на периферии, где окраска становится желтоватой, оранжевой или красноватой. У самцов это пятно имеет более расплывчатые края.

## Распространение
Обитает в Аргентине (Буэнос-Айрес, Чако, Корриентес, Энтре-Риос, Санта-Фе), Бразилии (Риу-Гранди-ду-Сул, Санта-Катарина, Рио-де-Жанейро) и Уругвае.

## Образ жизни
Обитает в реках, ручьях и каньонах. Встречается как поодиночке, так и большими группами. Активна днём. Ночь проводит под водой. Питается преимущественно брюхоногими моллюсками, такими как Pomacea canicularia, насекомых и их личинок, рыб, земноводных и других мелких позвоночных. Иногда поедают водные растения и падаль.
Спариваются в воде. Откладка яиц происходит с конца сентября по февраль на песчаном субстрате. Самки выкапывают задними ногами ямки глубиной 10—16,5 см. Ямки состоят из длинного и узкого туннеля и широкой камеры. 8—14 (до 16) яиц размером 35,4—44×22-27 мм располагаются в камере слоями, каждый из которых укрывается слоем субстрата. В январе из яиц выход детёныши длиной около 5 см.

## Отношения с человеком
Местные жители часто считают бразильских украшенных черепах ядовитыми и убивают их. Кроме того, молодых особей часто продают в зоомагазинах, продавцы которых убеждают покупателей, что черепахи не достигнут больших размеров и что их можно кормить салатом. В связи с этим, черепахи часто гибнут в неволе.

## Таксономия
Видовое название дано в честь Шарля-Мари Дессалина Д’Орбиньи, который привёз экземпляр этого вида в Парижский музей естественной истории.
Выделяют два подвида:
- T. d. dorbigni (Duméril & Bibron, 1835)
- T. d. brasiliensis Freiberg, 1969 — обитает в бразильском шате Риу-Гранди-ду-Сул.